# Igreja Evangélica Reformada na Alemanha
A Igreja Evangélica Reformada na Alemanha (IERA), em alemão Evangelisch-reformierte Kirche, até 2009 chamada de Igreja Evangélica Reformada - Sínodo das Igrejas Reformadas na Baviera e Noroeste da Alemanha, em alemão Evangelisch-reformierte Kirche - Synode evangelisch-reformierter Kirchen em Bayern und Nordwestdeutschland, é uma denominação cristã  reformada, parte da Igreja Evangélica na Alemanha (IEA). Em 2022 tinha 143 paróquias e 159.309 membros. A IERA é a única igreja constituinte da IEA que não possui território delimitado, mas se estende por toda a Alemanha.

## História

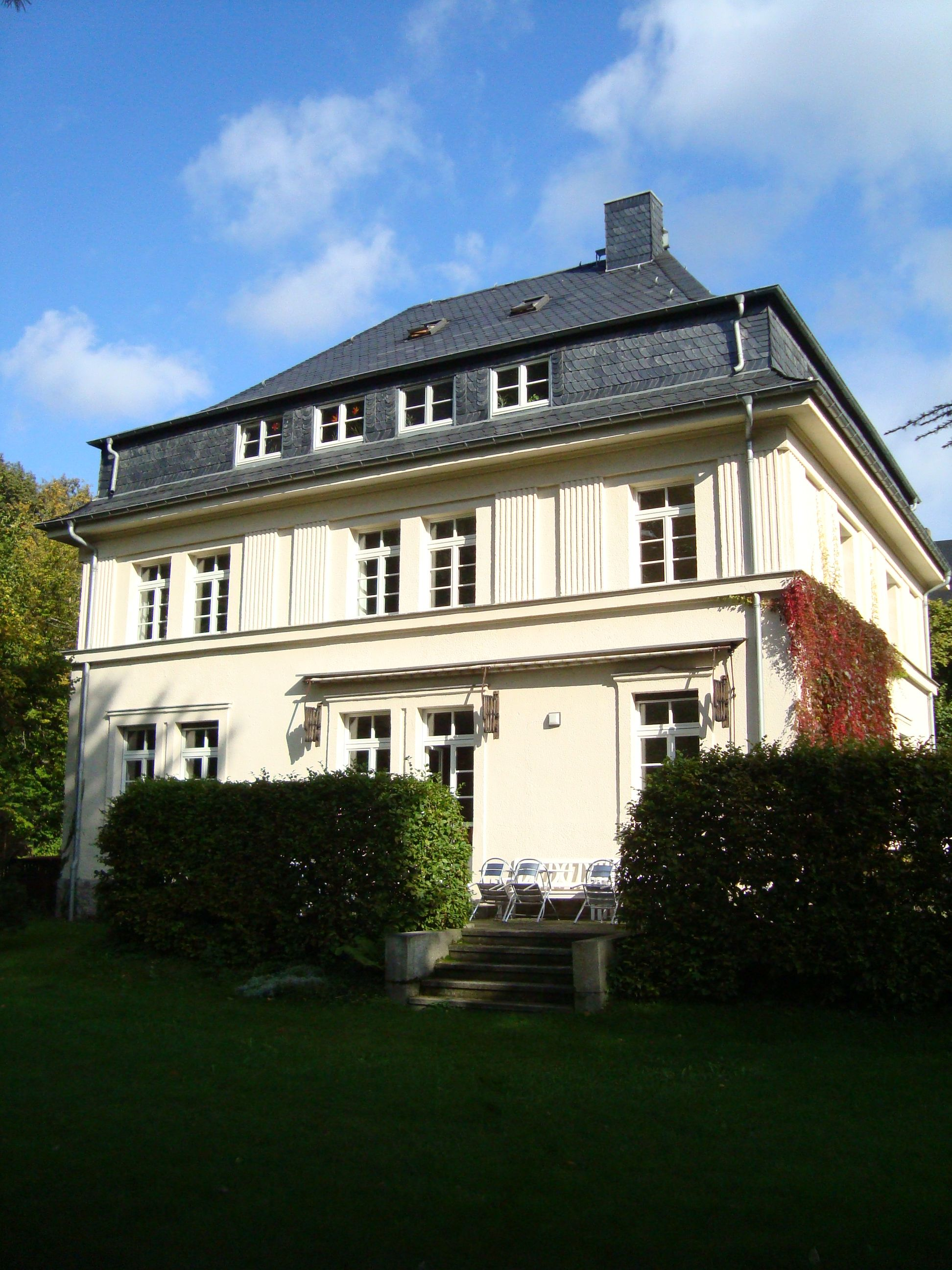
Igreja da Igreja Evangélica Reformada em Chemnitz.

No Século XIX, em várias partes da Alemanha, as igrejas luteranas e reformadas decidiram formar igrejas unidas. No Reino de Hanôver as duas tradições protestantes continuaram a existir separadamente. Quando Hanover se tornou parte da Prússia, em 1882, os reformados foram autorizados pelo rei da Prússia a fundar uma Igreja Reformada Evangélica autônoma na então criada Província de Hanover. 
Posteriormente, grupos reformados da Frísia Oriental, dos ducados de Bentheim e Lingen, de Plesse (no bairro de Göttingen) e de Bremen; além disso, várias congregações huguenotes se juntaram à igreja.
Muito mais tarde, em 1988, a Igreja Evangélica Reformada da Baviera também se uniu a esta igreja. Alguns dos congressos da Baviera foram fundados por huguenotes e outros remontam ao tempo da Reforma Protestante (sob a influência da Reforma em Zurique, vários congressos foram fundados no Allgäu), outros ainda surgiram através de assentamentos de refugiados do Palatinado, por exemplo, a congregação reformada em Munique. 
Em 1920, a denominação adotou sua própria constituição e continuou existindo em estreita colaboração com a Igreja Evangélica Luterana da Baviera. Foi adotado o nome Igreja Evangélica Reformada - Sínodo das Igrejas Reformadas na Baviera e Noroeste da Alemanha.
Em 2009, o nome da denominação foi mudado para Igreja Evangélica Reformada na Alemanha, devido ao fato da igreja estar espalhada por todo o país.

## Estatísticas
Em 2020, a denominação tinha 165.798 membros.
Em 2021, o número de membros caiu para 162.445.
Em 2022, o número de membros caiu mais uma vez para 159.309.
Em 2023, tinha 155.043 membros.

## Doutrina
A denominação subscreve o Credo dos Apóstolos, a Declaração Teológica de Barmen, Catecismo de Heidelberg e Credo Niceno.
Além disso, a denominação permite a ordenação de mulheres e o casamento entre pessoas do mesmo sexo.

## Relações intereclesiásticas
A Igreja Evangélica Reformada na Alemanha é da parte da Igreja Evangélica na Alemanha, Federação Reformada na Alemanha, Concílio Mundial de Igrejas e Comunhão Mundial das Igrejas Reformadas.